# Джимми О. Ян
Джимми О. Ян (иер. трад. 歐陽萬成, упр. 欧阳万成, ютпхин: Au¹joeng⁴ Maan⁶sing⁴, йель: Āuyèuhng Maahnsìhng, кант.-рус.: Ауён Мансин, пиньинь: Ōuyáng Wànchéng, палл.: Оуян Ваньчэн, англ. Jimmy O. Yang; род. 11 июня 1987, Британский Гонконг) — гонконгско-американский актёр, стендап комик, известный ролями в комедийных сериалах Кремниевая долина и Космические силы.

## Биография
Ян родился в Гонконге. Оба его родителя из Шанхая, однако переехали в Гонконг . В 2000 году, когда Яну было тринадцать лет, его семья иммигрировала в США и поселилась в Лос-Анджелесе, Калифорния. К тому времени его тетя и бабушка уже жили в США, поэтому его родители переехали к ним, прежде всего для того, чтобы Ян и его брат Рой имели доступ к лучшим школам и образованию. Ян окончил Университет Калифорнии в Сан-Диего по специальности «экономика» в 2009 году.